# Per la vecchia bandiera
Per la vecchia bandiera (Thunder Over the Plains) è un film del 1953 diretto da André De Toth.
È un western statunitense con Randolph Scott, Lex Barker, Phyllis Kirk, Charles McGraw, Henry Hull e Elisha Cook Jr.. È ambientato in Texas nel 1869, dopo la guerra civile.

## Produzione
Il film, diretto da André De Toth su una sceneggiatura di Russell S. Hughes, fu prodotto da David Weisbart per la Warner Bros. e girato nei Warner Brothers Burbank Studios a Burbank e nel Warner Ranch a Calabasas, in California, dal 18 agosto a fine settembre 1952. I titoli di lavorazione furono Come On, Texas e Raids of the Southwest. Le riprese subirono un ritardo a causa di un incendio scoppiato il 19 luglio.

## Distribuzione
Il film fu distribuito con il titolo Thunder Over the Plains negli Stati Uniti nel 1953 al cinema dalla Warner Bros.
Altre distribuzioni:
- in Germania Ovest il 16 marzo 1954 (Donnernde Hufe)
- in Svezia il 5 aprile 1954 (Texas i uppror)
- in Finlandia il 30 aprile 1954 (Ukkosta preerialla)
- in Austria nel maggio del 1954 (Donnernde Prärie)
- in Danimarca il 13 dicembre 1954 (Torden over prærien)
- in Portogallo il 15 agosto 1955 (Tempestade na Planície)
- in Francia il 5 aprile 1963 (La trahison du capitaine Porter)
- in Italia (Per la vecchia bandiera)
- in Belgio (Storm over de vlakte)
- in Belgio (Tempête sur la plaine)
- in Brasile (Torrentes de Vingança)
- in Cile (La última patrulla)
- in Spagna (La última patrulla)
- in Grecia (Na stamatisi i ektelesis)
- in Italia (Per la vecchia bandiera)
- negli Stati Uniti (Come on Texas)

## Critica
Secondo il Morandini il film è un "western di serie" che risulterebbe "robusto nell'impianto e nelle pretese".

## Promozione
Le tagline sono:
- HIS WAS THE MOMENT HE HAD TO COUNT HIS BULLETS...because he couldn't count on his friends! (original insert-card poster)
- THUNDER IN HIS HEART...LIGHTNING IN HIS HOLSTERS...(original six-sheet poster)
- A Tornado Of Adventure From Warner Bros.
- "Don't go out there Dave! Please don't go out there!"
- IN THE HEART AND DUST A Prairie Town Waited. A Storm Was Brewing...A Storm Named Dave Porter...And When He Hit, It Would Rain Nothing But Lead!